# Цветелина Янчулова
Цветелина (Лина) Янчулова, по-късно с фамилия по съпруг Тейлър (Taylor), е българска състезателка по класически волейбол и плажен волейбол.
Родена е в София на 12 април 1975 г. Състезава се заедно със своята сестра Петя Янчулова. Тя е 4 пъти шампион на България със своя клуб „Левски“ (София). Участва на Олимпийските игри (2000) в Сидни, Австралия и на Олимпийските игри (2004) в Атина.
Започва университетската си спортна кариера по женски волейбол в клуба Idaho Vandals на Университета на Айдахо в гр. Москоу, щ. Айдахо, САЩ. Спортната ѝ кариера в САЩ е главно в Сан Диего, щ. Калифорния, където тренира плажен волейбол и е треньорка в Coast Volleyball Club.
Прекратява състезателната си кариера през 2007 г.
Омъжена е за бившия състезател по американски футбол от НФЛ Арън Тейлър (Aaron Taylor), приела е неговото фамилно име. Имат 3 деца, живеят в Сан Диего.